# 青柳愛
青柳 愛（あおやぎ あい、1984年6月23日 - ）は、日本のフリーアナウンサー。

## 来歴・人物
- 東京都目黒区出身。
- 身長165cm、血液型はO型。
- 田園調布雙葉中学校・高等学校、慶應義塾大学総合政策学部卒業。
- 2007年4月に静岡第一テレビ（SDT）入社。同局の新卒アナウンサーとしては、2001年入社の那須洋子以来だった。大学までイタリア声楽を学び続けた事をきっかけに、声で表現する事に興味を持ち、アナウンサーの道へ進む。入社試験でもその歌声を披露した。DREAMS COME TRUE、インディア・アリー、ボブ・マーリーのファンである。
- 俳優水嶋ヒロとは大学の同級生であり、当時は「愛ちゃん」と呼ばれる間柄だった。2010年8月30日放送の『○ごとワイド』内にて、水嶋出演の『BECK』のプロモーションのインタビュアーを務め、そこで水嶋は久々の再会に驚き、共演者からは「元カノだろ?」と冷やかされる一幕もあった。
- 2011年3月にSDTを退社、同年4月からフリーに転向。現在は結婚し夫と共に沖縄県に移住。

## 現在の担当番組
- イマドキッ内ミニコーナー「飛び出せ！イマいい旅」（2011年10月30日 - 、MBSラジオ）
- Jリーグ清水エスパルスホームゲーム中継ベンチリポーター（スカパー!）
- J:COM　湘南・横浜・三浦半島エリア「夕なび　湘南～横浜」金曜MC・リポーター（2012年2月18日 -、J:COM）
- 静響アワー（2012年10月1日 - 、TOKAIケーブルネットワーク）
- プロバスケ! bjリーグtv（2015年11月～、BSフジ）

## 過去の担当番組
- 静岡第一テレビ番組宣伝部（2007年5月 - 不定期）
- NNN第一テレビニュース→FRONT ZERO
- 静岡〇ごとワイド! - リポーター（2007年7月 - 不定期）
- しずおか歩記（2007年10月 - 2011年3月）
- 930プラス（2010年4月 - 2011年3月）
- 戦国鍋TV 〜なんとなく歴史が学べる映像〜（2011年4月 - 9月）MUSIC TONIGHT 2代目女性MC
- 岩瀬惠子のスマートNEWS内スポーツコーナー（2012年10月1日 - 2016年9月30日 アール・エフ・ラジオ日本）